# Lejos De Tu Amor
Lejos De Tu Amor drugi singel kolumbijskiej piosenkarki Shakiry z 1991 roku promujący pierwszy studyjny album Magia. Autorem tekstu jest Pablo Tedeschi.